# Jessie Raes
Jessie Raes (31 januari 1990) is een Belgische voormalige atlete, die gespecialiseerd was in de middellange afstand. Zij werd eenmaal Belgisch kampioene.

## Loopbaan
Raes werd in 2008 voor het eerst Belgisch kampioene op de 400 m horden. Het jaar nadien nam ze op dat nummer deel aan de Europese kampioenschappen U20 in Novi Sad.  Ze werd uitgeschakeld in de series. Op de 4 x 400 m estafette werd ze met de Belgische ploeg vijfde in de finale. Later schakelde ze over naar de 800 m, maar op die afstand slaagde ze er niet in Belgisch kampioene te worden.
Raes was aangesloten bij Houtland Atletiekclub.

## Belgische kampioenschappen
Outdoor
| Onderdeel    | Jaar |
| ------------ | ---- |
| 400 m horden | 2008 |

## Persoonlijke records
Outdoor
| Onderdeel    | Prestatie | Datum       | Plaats   |
| ------------ | --------- | ----------- | -------- |
| 400 m        | 55,53 s   | 4 juli 2009 | Oordegem |
| 800 m        | 2.10,33   | 5 juli 2014 | Oordegem |
| 400 m horden | 59,68 s   | 31 mei 2009 | Oordegem |

Indoor
| Onderdeel | Prestatie | Datum            | Plaats |
| --------- | --------- | ---------------- | ------ |
| 400 m     | 56,80 s   | 22 februari 2009 | Gent   |
| 800 m     | 2.12,83   | 2 februari 2014  | Gent   |

## Palmares

### 400 m
- 2008:  BK indoor AC – 57,39 s
- 2009:  BK indoor AC – 56,80 s

### 800 m
- 2016:  BK indoor AC – 2.14,99
- 2016:  BK AC – 2.12,19

### 400 m horden
- 2008:  BK AC – 59,90 s
- 2009:  BK AC – 60,42 s
- 2009: 5e in series EK U20 te Novi Sad – 59,92 s

### 4 x 400 m
- 2009: 5e EK U20 te Novi Sad – 3.41,86